# Nguyễn Mạnh Hải
Nguyễn Mạnh Hải (sinh năm 1948), là một tướng lĩnh trong Quân đội nhân dân Việt Nam, hàm Thiếu tướng, nguyên Phó Tư lệnh Quân chủng Phòng không Không quân, Phó Tư lệnh về Chính trị, Bí thư Đảng uỷ Quân chủng Phòng không-Không quân, Chủ nhiệm Chính trị Quân chủng Phòng không-Không quân, Phó Sư đoàn trưởng về chính trị Sư đoàn Không quân 371, Quân chủng Không quân (1989- 1995).

## Thân thế và sự nghiệp
Ông sinh ngày 15 tháng 3 năm 1948, quê tại thôn La Nguyên, xã Minh Quang, huyện Vũ Thư, tỉnh Thái Bình
Nhập ngũ ngày 12 tháng 8 năm 1964, được kết nạp Đảng ngày 31 tháng 5 năm 1967 (chính thức 31.5.1968).
Tháng 8 năm 1964, là chiến sĩ Đoàn Quân nhạc, Đại đội 4, Bộ Tư lệnh Thủ đô
Tháng 12 năm 1966, là tiểu đội phó Đoàn Quân nhạc, Bộ Tư lệnh Thủ đô
Tháng 10 năm 1968, ông trúng tuyển phi công, được đi học lái máy bay MiG.21 tại Liên Xô.
Tháng 11 năm 1972, sĩ quan lái máy bay tại Đại đội 9, Trung đoàn Không quân 927, Quân chủng Phòng không-Không quân.
Tháng 7 năm 1975, là trung đội trưởng lái máy bay thuộc Đại đội 3, Trung đoàn KQ 927, Quân chủng Phòng không-Không quân.
Tháng 8 năm 1978, là chính trị viên Phi đội 9, Trung đoàn KQ 927, Sư đoàn Không quân 371, Quân chủng Không quân.
Tháng 12 năm 1979, là trung đoàn phó Trung đoàn KQ 927, Sư đoàn Không quân 371, Quân chủng Không quân.
Tháng 9 năm 1982, là trung đoàn trưởng Trung đoàn KQ 927, Sư đoàn Không quân 371, Quân chủng Không quân.
Tháng 6 năm 1983, ông đi học văn hóa tại Trường Văn hóa Không quân
Tháng 8 năm 1983, là học viên Học viện Quân chính Lê-nin (Liên Xô). 
Tháng 10 năm 1987, là Phó Chủ nhiệm Chính trị Sư đoàn Không quân 371, Quân chủng Không quân.
Tháng 10 năm 1988, là Chủ nhiệm Chính trị Sư đoàn Không quân 371, Quân chủng Không quân.
Tháng 5 năm 1989, là Phó Sư đoàn trưởng về chính trị Sư đoàn Không quân 371, Quân chủng Không quân.
Từ tháng 2 đến tháng 8 năm 1993, ông đi học bổ tục tại Học viện Chính trị Quân sự
Tháng 8 năm 1993 tốt nghiệp, ông trở lại đơn vị, làm Phó Sư đoàn trưởng về chính trị Sư đoàn Không quân 371, Quân chủng Không quân.
Tháng 2 năm 1995, là Phó Chủ nhiệm Chính trị Quân chủng Không quân.
Tháng 7 năm 1997, là Chủ nhiệm Chính trị Quân chủng Không quân.
Tháng 5 năm 1999, là Phó Chủ nhiệm Chính trị Quân chủng Phòng không-Không quân.
Tháng 2 năm 2001, là Chủ nhiệm Chính trị Quân chủng Phòng không-Không quân.
Tháng 12 năm 2004, ông là Phó Tư lệnh về chính trị, Bí thư Đảng uỷ Quân chủng Phòng không-Không quân.
Tháng 10 năm 2005, ông là Phó Tư lệnh Quân chủng Phòng không-Không quân.
- Thiếu tướng (12.2004).
- Năm 2008, ông nghỉ hưu

## Khen thưởng
- Huân chương Quân công hạng Ba
- Huân chương Chiến công (2 hạng Nhất, 2 Nhì)
- Huân chương Kháng chiến chống Mỹ hạng Ba
- Huân chương Chiến sĩ vẻ vang (hạng Nhất, Nhì, Ba)
- Huy chương Quân kỳ quyết thắng